# Andrea Holíková
Andrea Holíková, född 15 januari 1968, är en tjeckisk (då tjeckoslovakisk) före detta tennisspelare som spelade på damtouren mellan 1985 och 1990. Hennes bästa resultat var en vinst i singel och en i dubbel. Singelvinsten kom 12 januari 1985 när hon besegrade amerikanskan Kristin Kinney med 7-5, 6-3 i ITF Circuit:s turnering i Key Biscayne, Florida. Dubbelvinsten vann hon med Olga Votávová när de besegrade det argentinska dubbelparet Andrea Tiezzi och Isabelle Villaverde med 7-5, 6-4 i ITF Circuit:s turnering i Rheda-Wiedenbrück, Västtyskland.
Hon kommer från en släkt som har utövat alternativt utövar sporten ishockey och är dotter till Jaroslav Holík, bror till Bobby Holík, som är tvåfaldig Stanley Cup-vinnare, och brorsdotter till Jiří Holík. Holíková är gift med en annan före detta ishockeyspelare i František Musil, som spelade nästan 800 matcher i den nordamerikanska ishockeyligan National Hockey League (NHL). Deras äldste son, David, tillhör NHL-organisationen Edmonton Oilers och spelar för Oklahoma City Barons i American Hockey League (AHL).